# John Seymour (4e duc de Somerset)
Pour les articles homonymes, voir John Seymour et Seymour.
John Seymour, 4e duc de Somerset (avant 1646 - 29 avril 1675) est un pair et homme politique anglais.

## Biographie
Il est le seul fils survivant de William Seymour (2e duc de Somerset) et de Frances Devereux et entre à Gray's Inn en 1666. Il succède à son neveu le 3e duc de Somerset en 1671. En 1656, il épouse Sarah, la fille et cohéritière d'Edward Alston et de la veuve de George Grimston.
Il est élu député pour Marlborough en 1661.
Il meurt en 1675, sans enfant, et il est enterré dans la Cathédrale de Salisbury. Il est remplacé par son cousin, Francis Seymour (5e duc de Somerset).